# 一個人 (中島美嘉單曲)
《一個人》，是日本女歌手中島美嘉於2005年6月8日發行的第15張單曲。收錄曲《一個人》是史克威尔艾尼克斯发行動作角色扮演游戏《誓血龍騎士2 封印之紅、背德之黑》的主題曲。

## 概述
- 第3張專輯「MUSIC 完美嘉音」的重發單曲，共收錄標題曲的4個版本。
- 本曲為中島本人的著名情歌「雪花」續篇[2][3]。
- 初回盤特典為特殊彩色印刷CD。
- 本作最高位15，中斷了中島其從出道以來所有單曲都打進TOP 10的紀錄。
- 專輯版本的伴奏只有鋼琴，與單曲版本的管弦樂團伴奏不同。

## 曲目
| CD       | CD                        | CD    |
| 曲序     | 曲目                      | 时长  |
| -------- | ------------------------- | ----- |
| 1.       | 一個人（single version）  | 5:55  |
| 2.       | 一個人（instrumental）    | 5:52  |
| 3.       | 一個人（album version）   | 5:01  |
| 4.       | 一個人（endroll version） | 5:53  |
| 总时长： | 总时长：                  | 22:42 |

| 黑膠唱片 | 黑膠唱片                  | 黑膠唱片 |
| 曲序     | 曲目                      | 时长     |
| -------- | ------------------------- | -------- |
| 1.       | 一個人（single version）  | 5:55     |
| 2.       | 一個人（instrumental）    | 5:52     |
| 3.       | 一個人（album version）   | 5:01     |
| 4.       | 一個人（endroll version） | 5:53     |
| 总时长： | 总时长：                  | 22:42    |

## 備註
1. 1 2  Oricon. . Oricon.   [2019-02-11]. （原始内容存档于2014-11-09） （日语）.
2. ↑  . 2005-06-08  [2019-02-11]. （原始内容存档于2019-02-11） （日语）.
3. ↑  . BARKS. 2005-06-06  [2019-02-11]. （原始内容存档于2016-03-13） （日语）.
4. ↑  . Sony Music Shop. 2005-06-22  [2019-02-11]. （原始内容存档于2019-02-11） （日语）.